# Ladenzentrum Garath-Nordost
Das Ladenzentrum Garath-Nordost (auch „Nebenzentrum Nordost“ in Düsseldorf-Garath) wurde 1970 nach einem Entwurf des Architektenbüros Dansard Hellenkamp Kalenborn fertiggestellt. Das Ladenzentrum ist im „modernen Sichtbeton-Stil gebaut, die fließenden Übergänge vom privaten in den öffentlichen Raum sind ein typisches Merkmal dieser Architektur“.

## Lage
Die zwei dreigeschossigen Ladenzeilen werden an einer Seite von der Ecke Neustrelitzer Straße und Rostocker Straße und von der anderen Seite her von der Prenzlauer Straße begrenzt. Sie erfüllen eine städtebauliche Aufgabe als Mittelpunkt des sozialen und gesellschaftlichen Lebens des Stadtteils mit Sakral- und Profanbauten: „Umgeben von einer Schule und zwei Gemeindezentren unterschiedlichen Konfessionen ist die Ladenzeile Mittelpunkt eines von vier Subzentren im neuen Stadtteil Garath“. So befindet sich an einer Seite die katholische Kirche St. Theresia vom Kinde Jesu, flankiert von der Gemeinschaftsgrundschule Neustrelitzer Straße.

## Architektur

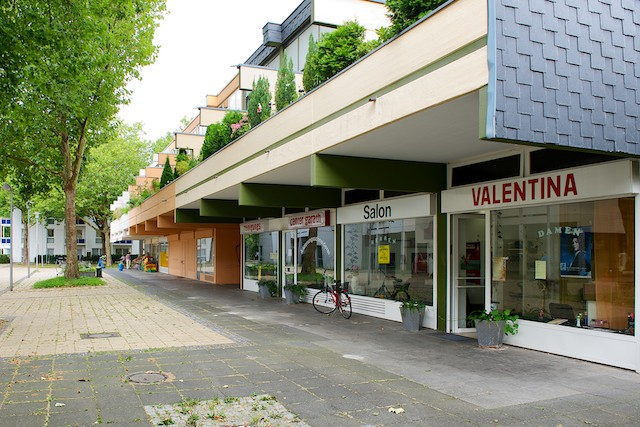
Einkaufszentrum Garath Nord-Ost, Läden

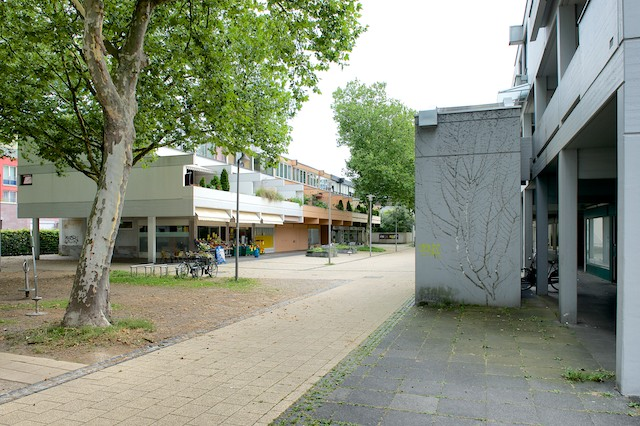
Einkaufszentrum Garath Nord-Ost, Arkaden

Es wird hier ein Stadtraum als Ladenzentrum zwischen zwei Baukörpern gebildet. Mittel sind gemeinsame Plattierung und Arkadengang: „Platzbildung zwischen zwei versetzt angeordneten Baukörpern durch einheitliche Plattierung und überdeckte Gänge“. Die beiden Baukörper wurden in Schottenbauweise errichtet und enthalten im Erdgeschoss Läden. In den beiden Obergeschossen befinden sich jeweils zwölf Maisonettewohnungen. Auf der einen Seite des Hauses befinden sich drei freistehende Treppentürme mit Laubengängen, auf der anderen Seite des Gebäudes umlaufende Balkone. Das Ladenzentrum wurde komplett in Sichtbeton ausgeführt.

## Geschichte
Für das 1968/1971 errichtete Ladenzentrum hat das Stadtplanungsamt Düsseldorf einen Plan zur Neugestaltung der öffentlichen Fläche geschaffen. Im April 2006 wurde das Konzept den Bürgern vorgelegt. Im Oktober 2006 erfolgte ein Beschluss in der Bezirksvertretungssitzung, der das Zentrum umgestalten sollte. Die einheitliche Plattierung mit Betonplatten wird durch „einen gelben Teppich“, bestehend aus gelben Pflastern, ersetzt. Die warme Pflasterung kontrastiert zu dem grauen Sichtbeton der Umgebung. Bemerkenswert sind auch die Mittel zur Platzgestaltung: „Natursteinbänderungen signalisieren den Übergang zu den privaten Flächen, heben aber auch besondere Platzsituationen hervor“.